# Leshan
Leshan is een stad in de gelijknamige prefectuur in de provincie Sichuan in het zuiden van China. De stad ligt op ongeveer 130 km ten zuiden van de provinciehoofdstad Chengdu.
Bij de volkstelling van 2020 had de stad 802.817 inwoners, de gehele prefectuur had 3.160.168 Inwoners.

## Bezienswaardigheden

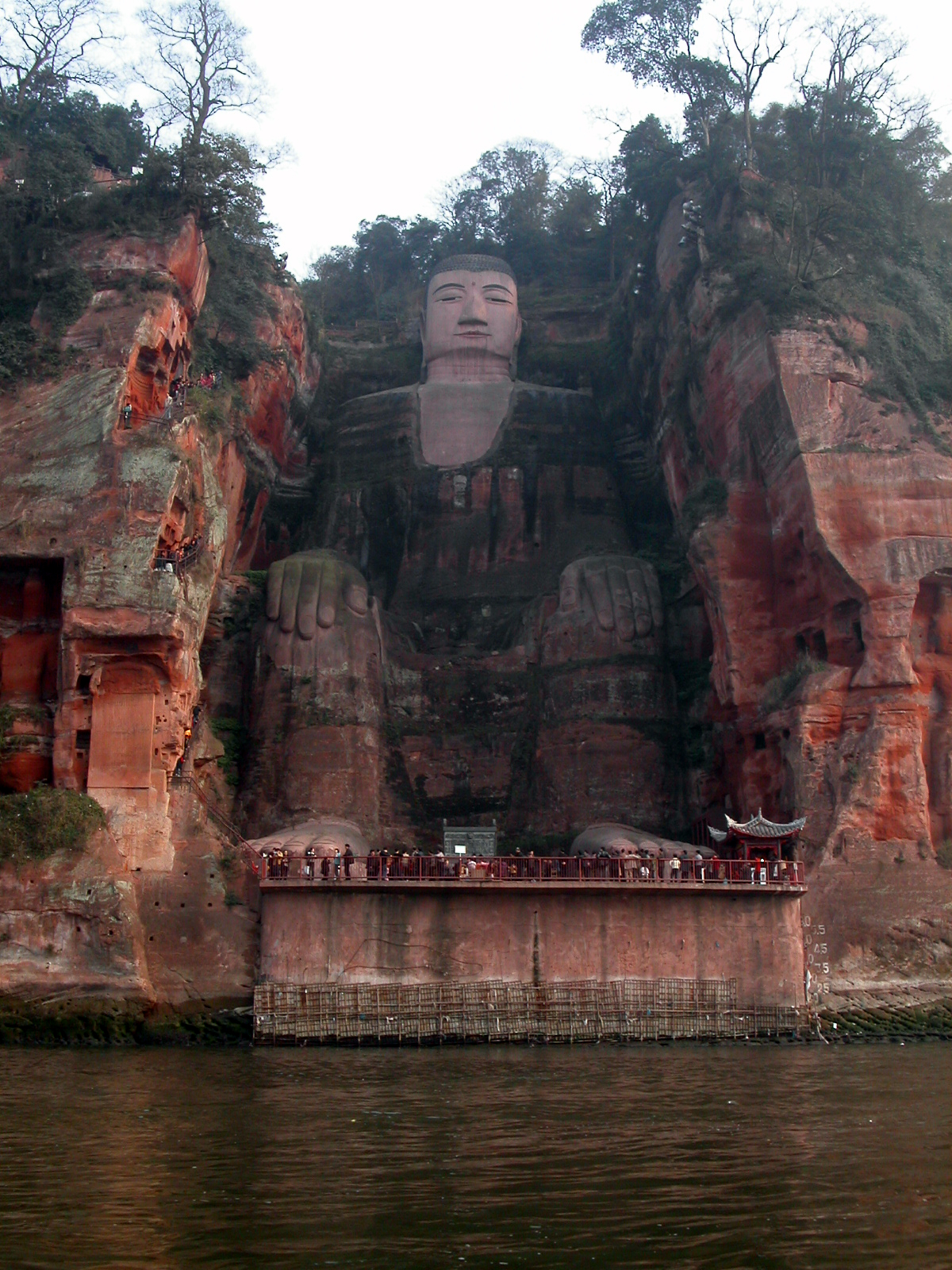
De Grote Boeddha van Leshan

In Leshan staat het grote Boeddhabeeld, dat sinds 1996 op de Werelderfgoedlijst van de Unesco staat.
Bezienswaardig is ook het geboortehuis van Guo Moruo, een Chinees auteur, poëet, historicus en archeoloog.

## Dialect uit Leshan
Het Leshanhua verschilt zeer veel van de dialecten uit de andere steden van de provincie Sichuan. Het taalsysteem van Leshan behoort tot het zuidelijk taalsysteem, terwijl de dialecten uit de andere steden tot het noordelijk taalsysteem behoren. Sommige taalkundigen beweren dat de uitspraak van het dialect van Leshan een archaïsche vorm is van de Chinese uitspraak.

## Geboren
- Guo Moruo (1892-1978), schrijver en politicus